# Włodzimierz Zieliński (piłkarz ręczny)
Włodzimierz Zieliński (ur. 29 marca 1955 w Mławie) – polski piłkarz ręczny, rozgrywający, reprezentant Polski. Brązowy medalista olimpijski z Montrealu. Był zawodnikiem Spójni Gdańsk.